# Natalya Bochina
Natalya Valeryevna Bochina (en russe Наталья Валерьевна Бочина), née le 4 janvier 1962, est une ancienne athlète de l'URSS, spécialiste du sprint.
Aux Jeux olympiques d'été de 1980 à Moscou, elle remporte la médaille d'argent sur 200 m, battue par Bärbel Wöckel mais devançant Merlene Ottey. Son temps de 22 s 19 a constitué le record du monde junior jusqu'à ce qu'il soit battu en 2004 d'un centième par l'Américaine Allyson Felix. À ces mêmes Jeux, elle remporte encore l'argent sur le relais 4 × 100 m.

## Palmarès

### Jeux olympiques
- Jeux olympiques de 1980 à Moscou ( Union soviétique) 
  -  Médaille d'argent sur 200 m
  -  Médaille d'argent en relais 4 × 100 m.

### Championnats d'Europe d'athlétisme
- Championnats d'Europe d'athlétisme de 1986 à Stuttgart ( Allemagne de l'Ouest)
  - 6e sur 200 m
  -  Médaille de bronze en relais 4 × 100 m.

### Championnats d'Europe d'athlétisme en salle
- Championnats d'Europe d'athlétisme en salle de 1981 à Grenoble ( France)
  -  Médaille d'argent sur 400 m.